# Gärdehov
Le Gärdehov est une salle omnisports située à Sundsvall en Suède.

## Configuration
La capacité de l'aréna est de 2 500 places. Avant sa rénovation en 2009, elle pouvait accueillir 3 300 spectateurs.

## Équipes résidentes
L'équipe de hockey sur glace IF Sundsvall Hockey, qui évolue en Allvenskan, le deuxième échelon suédois, joue ses matches dans cette patinoire.